# Let Yourself Go: Celebrating Fred Astaire
Let Yourself Go: Celebrating Fred Astaire är ett musikalbum med Stacey Kent från 2000.

## Låtlista
1. Let Yourself Go (Irving Berlin) – 3'48
2. They Can't Take That Away from Me (GeorgeGershwin/Ira Gershwin) – 5'03
3. I Won't Dance (Jerome Kern/Dorothy Fields/Jimmy McHugh) – 4'41
4. Isn't This a Lovely Day? (Irving Berlin) – 4'00
5. They All Laughed (George Gershwin/Ira Gershwin) – 4'30
6. He Loves and She Loves (George Gershwin/Ira Gershwin) – 4'25
7. Shall We Dance? (George Gershwin/Ira Gershwin) – 3'03
8. One For My Baby (Harold Arlen/Johnny Mercer) – 5'56
9. 's Wonderful (George Gershwin/Ira Gershwin) – 6'00
10. A Fine Romance (Jerome Kern/Dorothy Fields) – 3'02
11. I Guess I'll Have to Change My Plan (Arthur Schwartz/Howard Dietz) – 2'37
12. I'm Putting All My Eggs in One Basket (Irving Berlin) – 3'45
13. By Myself (Arthur Schwartz/Howard Dietz) – 3'48

## Medverkande
- Stacey Kent – sång
- Jim Tomlinson – tenorsaxofon, altsaxofon, klarinett
- Colin Oxley – gitarr
- David Newton – piano
- Steve Brown – trummor